# Volkan Yaman
Volkan Yaman (ur. 27 sierpnia 1982 w Monachium) – turecki piłkarz występujący na pozycji obrońcy.

## Kariera klubowa
Volkan urodził się w RFN-ie jako syn tureckich imigrantów. Karierę rozpoczynał w amatorskim klubie SV Türk Gücü Monachium. W 2004 roku przeszedł do tureckiego Antalyasporu, grającego w drugiej lidze. W sezonie 2005/2006 zajął z klubem 2. miejsce w lidze i awansował z nim do ekstraklasy. W pierwszej lidze tureckiej zadebiutował 6 sierpnia 2006 w bezbramkowo zremisowanym meczu z Rizesporem. 5 listopada 2006 w zremisowanym 4:4 pojedynku z Beşiktaşem JK Volkan strzelił pierwszego gola w trakcie gry w ekstraklasie. W sezonie 2006/2007 uplasował się z klubem na 16. pozycji w pierwszej lidze i spadł z nim do drugiej ligi. Wówczas odszedł z klubu.
Za milion euro trafił do pierwszoligowego Galatasaray SK. Pierwszy ligowy występ w jego barwach zanotował 12 sierpnia 2007 przeciwko Rizesporowi (4:0). W sezonie 2007/2008 zdobył z klubem mistrzostwo Turcji oraz Superpuchar Turcji. W następnym sezonie zajął z klubem 5. miejsce w lidze.
W latach 2009–2012 Volkan grał w Eskişehirsporze. Z kolei latem 2012 przeszedł do klubu Kasımpaşa SK.

## Kariera reprezentacyjna
Volkan jest reprezentantem Turcji. W drużynie narodowej zadebiutował 24 maja 2006 w towarzyskim meczu z Belgią. Był uczestnikiem eliminacji do Mistrzostw Europy 2008. Ostatecznie Turcja awansowała na ten turniej, jednak Volkan nie został powołany na niego do kadry.